# Rudolf Stang

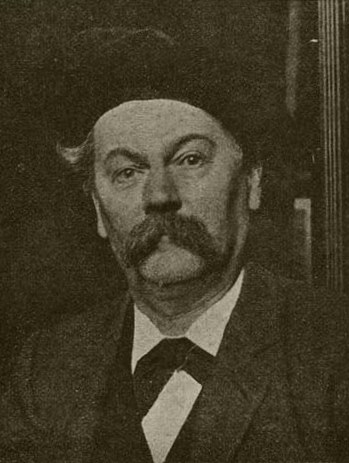
Rudolf Stang, Foto 1902

Rudolf Stang, auch Rudolph Stang (* 26. November 1831 in Düsseldorf; † 2. Januar 1927 in Boppard), war ein deutscher, in den Niederlanden wirkender Kupferstecher und Radierer der Düsseldorfer Schule.

## Leben
Stang war Sohn des aus Königswinter stammenden, früheren Schullehrers und späteren Weinwirts Jakob Stang und dessen Ehefrau Franziska, geborene Denz. 1840 verstarb sein Vater, der in der Düsseldorfer Rheinstraße das Weinlokal Zum Drachenfels betrieben hatte. In diesem Wirtshaus verkehrten insbesondere Künstler, etwa die Komponisten Friedrich August und Norbert Burgmüller sowie die Dichter Christian Dietrich Grabbe und Karl Immermann. Die verwitwete Mutter war 1846 gezwungen, das nach dem Tod des Gatten vermietete Haus in der Rheinstraße versteigern zu lassen.

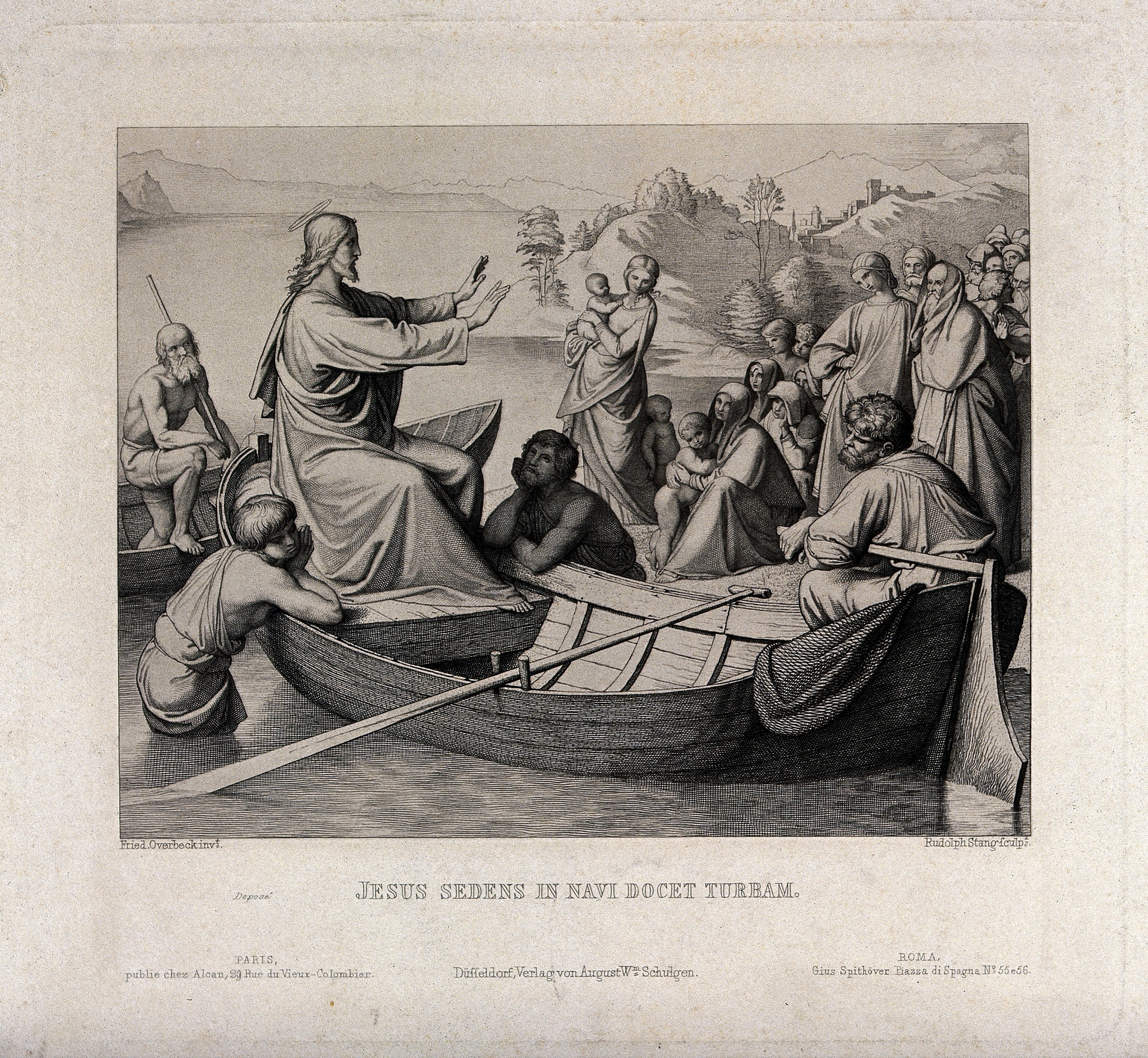
Christus, in einem Boot sitzend, die Menge beruhigend, nach Friedrich Overbeck, 1851

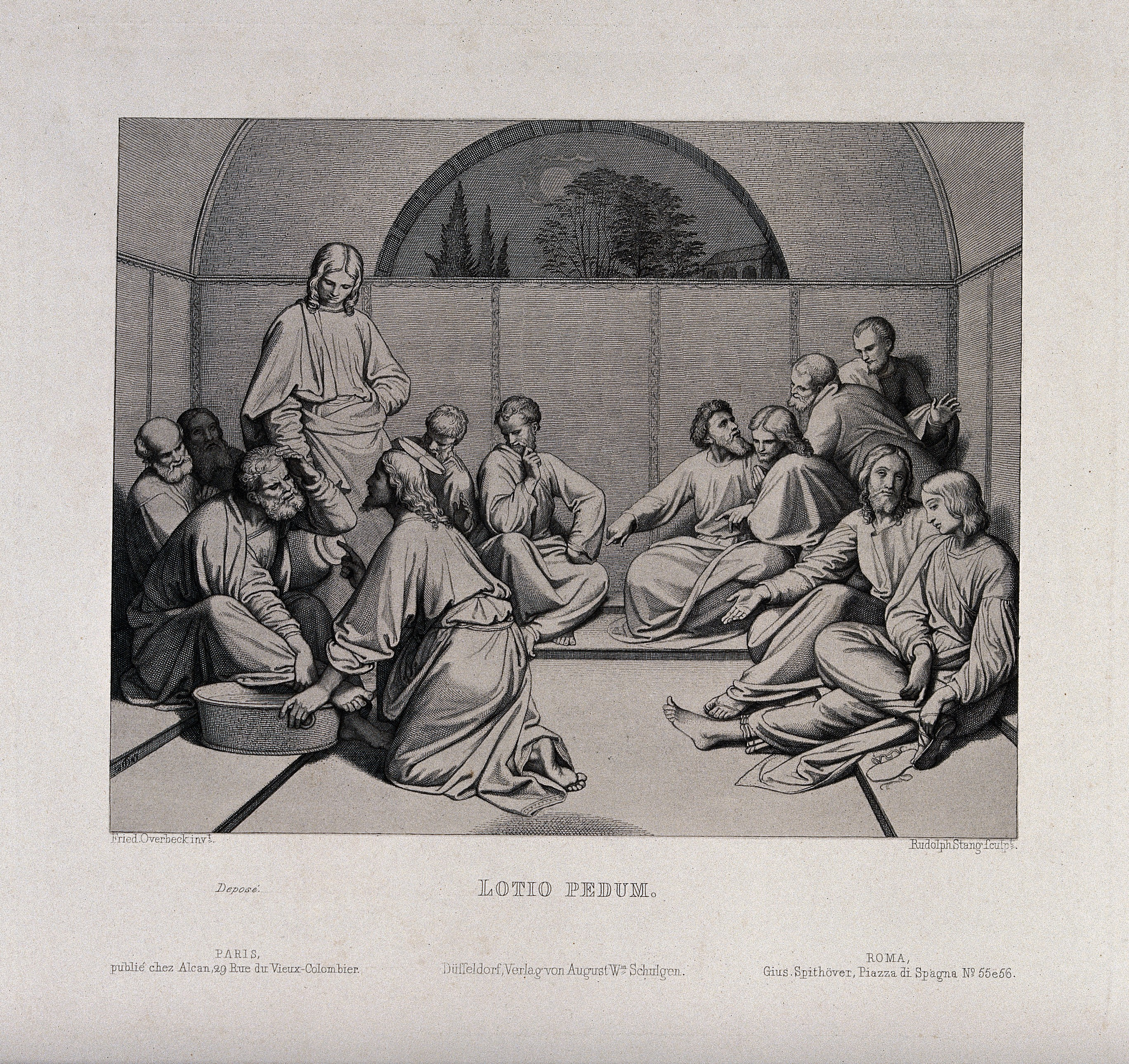
Christus wäscht die Füße der Aposteln, nach Friedrich Overbeck, 1852

Anfangs für Berufe des Steinhauers und des Lithografen bestimmt besuchte Stang in den Jahren 1845 bis 1857 die 
Kunstakademie Düsseldorf, wo der Kupferstecher Joseph von Keller sein wichtigster Lehrer war. Nach zwei Studienjahren begann Stang Platten für Andachtsbildchen zu fertigen. Die Aufträge dazu hatte ihm Keller vermittelt, der neben seiner Professur auch künstlerische Funktionen im Vorstand des Vereins zur Verbreitung religiöser Bilder innehatte. Stangs erster eigener Stich war die Verkündigung Mariä nach einem Fresko von Ernst Deger, das jener in den 1850er Jahren für die Kapelle von Schloss Stolzenfels gemalt hatte. In Düsseldorf, wo Stang dem Künstlerverein Malkasten angehörte, war der Kupferstecher Andreas Pickel sein Privatschüler. Über seine Schwester Maria wurde er Schwager des Kupferstechers Nikolaus Barthelmess und Onkel des späteren Porträtmalers Rudolf Barthelmess.
1865 und 1874 reiste Stang zu Studien nach Italien. Für seinen Stich Sposalizio (nach Raffael), den er 1873 fertiggestellt hatte, ernannten ihn die Akademien von Berlin, München und Brüssel zu ihrem Mitglied. 1874 zeichnete er in Mailand Leonardo da Vincis Abendmahl. Im gleichen Jahr wurde er zum assoziierten Mitglied der Académie royale des Sciences, des Lettres et des Beaux-Arts de Belgique gewählt; 1919 wurde er aus deren Mitgliederliste gestrichen. 1881 berief ihn die Rijksakademie van beeldende kunsten in Amsterdam zum Professor für Kupferstecherkunst. Bis zur Niederlegung seines Lehramts im Jahr 1901 waren bedeutende niederländische Künstler seine Schüler, unter ihnen Hendrik Maarten Krabbé (1868–1931), Thérèse Schwartze und Willem Witsen. Für die niederländische PTT schuf Stang in den Jahren 1898/1899 zwei Briefmarken, eine davon zum Huldigungsakt für Königin Wilhelmina. Auch stach er 1901 Entwürfe zu niederländischen Banknoten, die 1921 und 1924 erschienen. 1901 zog Stang nach Boppard, wo er 1927 starb.

## Werke (Auswahl)

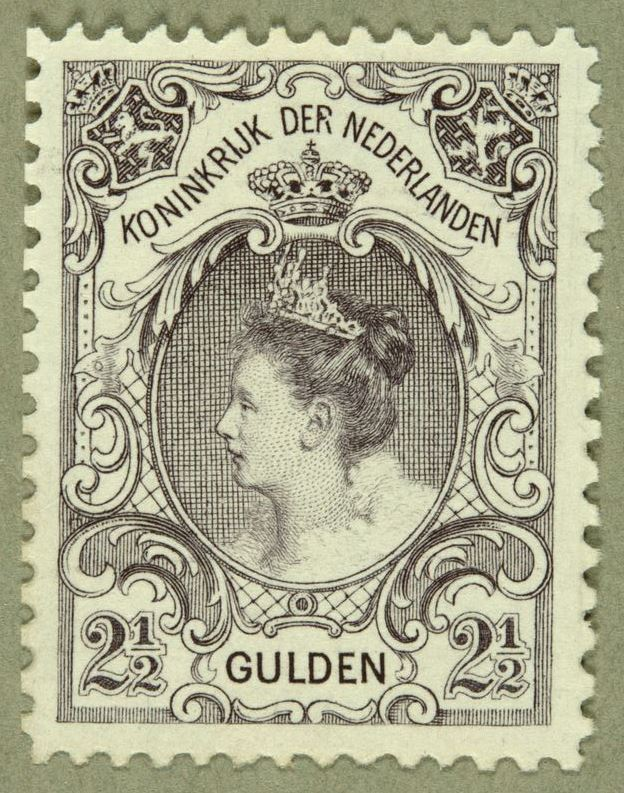
Briefmarke für Königin Wilhelmina, 1898

- Madonna (Halbfigur), nach Ernst Deger, im Auftrag des Vereins zur Verbreitung religiöser Bilder
- Verkündigung Mariä, nach Ernst Deger
- Christus, in einem Boot sitzend, die Menge beruhigend (Die Predigt am Meere), nach Friedrich Overbeck, 1851
- Christus wäscht die Füße der Aposteln (Die Fußwaschung), nach Friedrich Overbeck, 1852
- Sposalizio, nach Raffael, 1873
- Das Fellahmädchen, nach Charles Landelle, 1876
- Das Abendmahl, nach Leonardo da Vinci